# 中国一重技工学校
中国第一重型机械集团公司技工学校始建于1956年，原名机械工业部技术工人学校，是中国“一五计划”期间建成的百所技工学校之一，也是培养国家中、高级技术人才的摇篮，学校座落在国家工业重镇黑龙江省齐齐哈尔市富拉尔基区。